# الملقة (رشيد)
قرية الملقة هي إحدى القرى التابعة لمركز رشيد في محافظة البحيرة في جمهورية مصر العربية. حسب إحصاءات سنة 2006، بلغ إجمالي السكان في الملقة 2656 نسمة، منهم 1363 رجل و1293 امرأة.